# Babiana curviscapa
Babiana curviscapa är en irisväxtart som beskrevs av Gwendoline Joyce Lewis. Babiana curviscapa ingår i släktet Babiana och familjen irisväxter. Inga underarter finns listade i Catalogue of Life.